# Stan Tomlin
Stan Tomlin (eigentlich Stanley Arthur Tomlin; * 16. September 1905; † 17. Januar 1969) war ein britischer Langstreckenläufer.
Bei den British Empire Games 1930 in Hamilton siegte er für England startend über drei Meilen. Über sechs Meilen erreichte er nicht das Ziel.

## Persönliche Bestzeiten
- 1 Meile: 4:18,0 min, 25. Juni 1932, London
- 3 Meilen: 14:27,4 min, 21. August 1930, Hamilton